# HD 34868
HD 34868，又名CD-27 2204，SAO 170311、HR 1758，是一颗恒星，视星等为5.99，位于銀經229.99，銀緯-31.24，其B1900.0坐标为赤經5h 15m 24.5s，赤緯-27° -31.24′ 18″。